# Stylopage grandis
Stylopage grandis är en svampart som beskrevs av Dudd. 1948. Stylopage grandis ingår i släktet Stylopage och familjen Zoopagaceae.   Inga underarter finns listade i Catalogue of Life.